# Yeeun
Jang Ye-eun (hangul: 장예은; Dongducheon, Gyeonggi, 10 de agosto de 1998), más conocida como Yeeun, es una rapera y cantautora surcoreana. Es popularmente conocida por haber formado parte de CLC, bajo Cube Entertainment.

## Biografía y carrera

### 1998-2015: Primeros años e inicios en su carrera musical
Yeeun nació en Dongducheon, Gyeonggi, Corea del Sur. Su familia está compuesta por sus padres y una hermana mayor. Se graduó de la Escuela de Artes Escénicas de Seúl en febrero de 2017.
Un año antes de debutar, apareció en los videoclips de «Pretty Lingerie» y «Secret» de G.NA y en «Beep Beep» de BtoB.
En 2015, fue revelada como miembro del grupo surcoreano CLC y tendría su debut el 19 de marzo de ese mismo año con la canción «Pepe», parte del miniálbum First Love. En el mismo año, apareció en el videoclip de la canción «Kimishika» de Dongwoon, integrante de Highlight.

### 2016-presente: Actividades en solitario, salida de Cube y debut con El7z Up
En 2016, se convirtió en modelo junto con BtoB para la campaña de la marca de ropa TBJ. En 2018, participó en una colaboración llamada «Mermaid» junto con Minhyuk, Peniel, Ilhoon, Wooseok de Pentagon y Soyeon de (G)I-DLE, siendo la unidad de raperos de Cube Entertainment. El 21 de mayo de 2018, fue anunciado que la rapera se convertiría en presentadora de The Show, junto a Jeno de NCT y Jin Longguo de JBJ. Sin embargo, en noviembre de 2019 Yeeun y Jeno dejaron su puesto. El 8 de abril de 2019, Yeeun y su compañera Seungyeon, asistieron a la Semana de la Moda en Seúl al lado de otros artistas. En 2019, realizó junto a su compañera Seunghee un tema llamado «Really Bad Guy» para el drama coreano My Fellow Citizens!  En 2020, participó como modelo en varios proyectos: para los cosméticos de Nature Republic en la revista Allure, en la revista Singles Magazine y para Indeed Magazine.[cita requerida]
El 4 de mayo de 2020, se anunció que Yeeun formaría parte de Good Girl, un programa de Mnet en el que varios artistas forman un equipo para completar misiones. En el primer programa realizó una remezcla de «Black Dress», canción de su propio grupo. En el episodio 6, actuó con su primera canción en solitario «Barbie» y en una colaboración entre algunas artistas del programa, entre ellas: Jamie, Jiwoo de Kard, Cheetah y Hyoyeon, con una canción llamada «Witch». En el episodio 8, actuó junto a Rohann con la canción «Mermaid». Para un evento especial para los fanes de CLC realizó una versión solista de «Mermaid», en la que cambió el rap original de Rohann por uno propio.
El 18 de marzo de 2022, Cube Entertainment anunció que Yeeun dejaría la empresa ya que decidió no renovar su contrato con la misma. El 11 de agosto, la empresa SuperBell reveló que Yeeun había firmado un contrato exclusivo con ellos como solista. Yeeun participó como artista invitada en el sencillo «Nirvana Girl» de Sorn, que se lanzó el 15 de septiembre.
En marzo de 2023, la SuperBell anunció que Yeeun como solista el 13 de abril, con el álbum sencillo The Beginning. Su debut fue precedido por el lanzamiento del sencillo digital «Strange Way To Love» el 20 de marzo. El 18 de mayo, SuperBell confirmó la participación de Yeeun en el progrmama de Mnet, Queendom Puzzle tras su aparición en el vídeo del equipo Pick-Cat que se publicó ese mismo día.Yeeun terminó en séptimo lugar con un total de 350.517 puntos en la final de Queendom Puzzle, y debutó como integrante del grupo El7z Up el 14 de septiembre de 2023.

## Discografía

### Canciones
| Título                                                                            | Año                    | Mejores posiciones     | Mejores posiciones     | Ventas                 | Álbum                  |
| Título                                                                            | Año                    | COR                    | EUA                    | Ventas                 | Álbum                  |
| Como artista principal                                                            | Como artista principal | Como artista principal | Como artista principal | Como artista principal | Como artista principal |
| --------------------------------------------------------------------------------- | ---------------------- | ---------------------- | ---------------------- | ---------------------- | ---------------------- |
| «Barbie»                                                                          | 2020                   | —                      | —                      | —                      | Good Girl (Episode 3)  |
| «Strange Way To Love»                                                             | 2023                   | —                      | —                      | —                      | Sin álbum              |
| Colaboraciones                                                                    |                        |                        |                        |                        |                        |
| «Witch» (con Hyoyeon, Jiwoo, Jamie y Cheetah)                                     | 2020                   | —                      | —                      | —                      | Good Girl (Episode 3)  |
| «Mermaid» (con Rohann)                                                            | 2020                   | —                      | —                      | —                      | Good Girl Final        |
| Como artista invitada                                                             |                        |                        |                        |                        |                        |
| «Nirvana Girl» (Sorn feat Yeeun)                                                  | 2022                   | —                      | —                      | —                      | Sin álbum              |
| «Come Back Home» (oceanfromtheblue feat Yeeun)                                    | 2022                   | —                      | —                      | —                      | Sin álbum              |
| «–» indica que el lanzamiento no fue lanzado o no se posicionó en ese territorio. |                        |                        |                        |                        |                        |

### Composiciones
| Canción                                        | Año  | Álbum                   | Artista     | Letra         | Letra                                                                                        |
| Canción                                        | Año  | Álbum                   | Artista     | Créditos      | Con                                                                                          |
| ---------------------------------------------- | ---- | ----------------------- | ----------- | ------------- | -------------------------------------------------------------------------------------------- |
| «What Planet Are You From?» (어느 별에서 왔니) | 2016 | Nu.Clear                | CLC         | Rap           | Son Young-jin, Jo Sung-ho                                                                    |
| «No Oh Oh» (아니야)                            | 2016 | Nu.Clear                | CLC         | Sin acreditar | Shinsadong Tiger, Beom & Nang                                                                |
| «Day By Day»                                   | 2016 | Nu.Clear                | CLC         | Rap           | Big Sancho, Son Young-jin, Ferdy                                                             |
| «It's Too Late» (진작에)                       | 2016 | Nu.Clear                | CLC         | Rap           | Ferdy                                                                                        |
| «Mistake»                                      | 2017 | Crystyle                | CLC         | Yes           | Big Sancho, Ferdy                                                                            |
| «I Mean That» (말이야)                         | 2017 | Crystyle                | CLC         | Yes           | Son Young-jin, Kang Dong-ha                                                                  |
| «Bae»                                          | 2017 | Free'sm                 | CLC         | Yes           | Big Sancho, Park Hae-il                                                                      |
| «I Like It» (즐겨)                             | 2017 | Free'sm                 | CLC         | Yes           | Seo Jae-woo, Big Sancho                                                                      |
| «Hold Your Hand» (잡아줄게)                    | 2017 | Free'sm                 | CLC         | Yes           | Son Young-jin, Kang Dong-ha                                                                  |
| «Black Dress»                                  | 2018 | Black Dress             | CLC         | Yes           | Cho Sung-ho, Ferdy, Kang Dong-ha                                                             |
| «Like That»                                    | 2018 | Black Dress             | CLC         | Yes           | Jaeri Potter, Eunbin                                                                         |
| «Distance» (선)                                | 2018 | Black Dress             | CLC         | Yes           | Seo Jae-woo, Cho Sung-ho                                                                     |
| «To the Sky»                                   | 2018 | Black Dress             | CLC         | Yes           | Ferdy, Cho Sung-ho                                                                           |
| «7th» (일곱번째)                               | 2018 | Black Dress             | CLC         | Yes           | Cho Sung-ho, Kang Dong-ha                                                                    |
| «Mermaid»                                      | 2018 | ONE                     | UNITED CUBE | Yes           | Soyeon, Minhyuk, Peniel, Ilhoon, Wooseok                                                     |
| «Young & One»                                  |      | ONE                     | UNITED CUBE | Yes           | Hyunah, Peniel, Minhyunk, BreadBeat, E.Dawn, Wooseok, Yuto, Soyeon, Eunbin, Jaewoo, Yong-Bae |
| «No»                                           | 2019 | No.1                    | CLC         | Yes           | Soyeon                                                                                       |
| «Show»                                         | 2019 | No.1                    | CLC         | Yes           | Dally, Seo Jae-woo (TENTEN), BreadBeat (TENTEN)                                              |
| «Breakdown»                                    | 2019 | No.1                    | CLC         | Yes           | Choi Young-kyung                                                                             |
| «Like It»                                      | 2019 | No.1                    | CLC         | Yes           | Kim Yeon-seo, The Proof                                                                      |
| «I Need U»                                     | 2019 | No.1                    | CLC         | Yes           | Anna Timgren, VINCENZO, Fuxxy, Any Masingga                                                  |
| «Me»                                           | 2019 | Sin álbum               | CLC         | Yes           | MosPick                                                                                      |
| «Devil»                                        | 2019 | Sin álbum               | CLC         | Yes           | Seo Ji-eum, Mich Hansen, Peter Wallevik, Daniel Davidsen, Phil Plested, Lauren Aquilina      |
| «Really Bad Guy»                               | 2019 | My Fellow Citizens OST  | —           | Yes           | Kim Hee-Won, Zeenan, Jung Down                                                               |
| «Witch»                                        | 2020 | Good Girls (Episodie 3) | —           | Yes           | Park Jimin, 88247, Luke 13, Score 13                                                         |
| «Helicopter»                                   | 2020 | Helicopter              | CLC         | Yes           | Jo Yoon Kyung, BreadBeat                                                                     |
| «Helicopter» (English ver.)                    | 2020 | Helicopter              | CLC         | Yes           | Jo Yoon Kyung, BreadBeat                                                                     |

## Filmografía

### Programas de televisión
| Año     | Título      | Cadena  | Notas        | Ref.   |
| ------- | ----------- | ------- | ------------ | ------ |
| 2015    | Running Man | SBS     | Ella misma   | [ 49 ] |
| 2018-19 | The Show    | SBS MTV | Presentadora | [ 11 ] |
| 2020    | Good Girl   | Mnet    | Concursante  | [ 17 ] |